# Labastide-Dénat
Labastide-Dénat (okzitanisch: La Bastida de Denat) ist eine südfranzösische Commune déléguée in der Gemeinde Puygouzon im Département Tarn und im Arrondissement Albi. Labastide-Dénat hat 424 Einwohner (Stand: 1. Januar 2022), die Bastidois genannt werden.

## Lage
Labastide-Dénat liegt etwa sieben Kilometer südsüdöstlich von Albi.

## Geschichte
Die Bastide wurde im Jahr 1290 gegründet.
Am 1. Januar 2017 wurde Labastide-Dénat nach Puygouzon eingegliedert.

### Bevölkerungsentwicklung
| Jahr                      | 1926 | 1931 | 1936 | 1946 | 1954 | 1962 | 1968 | 1975 | 1982 | 1990 | 1999 | 2006 | 2013 |
| ------------------------- | ---- | ---- | ---- | ---- | ---- | ---- | ---- | ---- | ---- | ---- | ---- | ---- | ---- |
| Einwohner                 | 212  | 226  | 219  | 206  | 190  | 195  | 198  | 199  | 228  | 256  | 239  | 334  | 380  |
| Quelle: Cassini und INSEE |      |      |      |      |      |      |      |      |      |      |      |      |      |